# Кондо, Такаси
Такаси Кондо (яп. 近藤隆 Кондо: Такаси) — японский певец и сэйю.

## Об артисте
Родился 12 мая 1979 года в городе Нагоя японской префектуры Айти. Увлекается игрой в дартс, мини-футбол и маджонг. Любит читать и слушать музыку. Умеет стрелять из лука.
Начал работать сэйю в 1999 году. Одна из наиболее известных ролей — Трейн Хартнетт из Black Cat, Хаято Хаяма из аниме по мотивам серии ранобэ My Youth Romantic Comedy Is Wrong, As I Expected. Также занимался озвучиванием телесериалов.
В 2008 году дебютировал в качестве сольного исполнителя.

## Озвучка в аниме
- Beyblade — Мигель
- Блич — Ди Рой Линкер, Финдор Кариас, Наруносукэ
- Captain Tsubasa (версия 2001 года) — Пэпэ
- Chocotto Sister — Авара
- Fairy Tail — Хибики Лейтис
- Glass Mask — Хасэгава
- Scrapped Princess (2003) — Леопольд Скорпус[5]
- Katekyo Hitman Reborn! (2004—2010) — Хибари Кёя[6], Фонг, Алауди
- Ichigo 100% (2005) — Окуса
- Black Cat (2005) — Трейн Хартнетт[7]
- Spider Riders (2006) — Шедоу[8]
- Red Garden (2006), JC[9]
- Himawari! (2006) — Ёнэдзава[10]
- Himawari!! (2007) — Ёнэдзава[11]
- Heroic Age (2007) — Иолаус Оз Нахилм[12]
- Dear Boys — Тоя Такасина
- Initial D: Fourth Stage — Сайю
- InuYasha — Кисукэ
- Naruto: Shippuuden — Суйгэцу Ходзуки, Син, Уруси (пёс), Даймё Страны Мороза
- The Prince of Tennis — Сиратама
- Tengen Toppa Gurren Lagann — Кидд
- Zettai Karen Children — Буллет
- Tytania (2008) — Ариабарт Титания[13]
- Seitokai no Ichizon (2009) — Кэн Сугисаки[14]
- Ichiban Ushiro no Daimaou (2010) — Акуто Сай[15]
- Sekai-ichi Hatsukoi (2011) — Рицу Онодэра
- Diabolik Lovers (2013) — Субару Сакамаки
- 91 Days — Авилио Бруно, настоящее имя Анджело Лагуза
- «Дракон в поисках дома» — Хьюи